# Moutiers-sous-Argenton
Moutiers-sous-Argenton är en kommun i departementet Deux-Sèvres i regionen Nouvelle-Aquitaine i västra Frankrike. Kommunen ligger i kantonen Argenton-les-Vallées som tillhör arrondissementet Bressuire. År 2018 hade Moutiers-sous-Argenton 576 invånare.

## Befolkningsutveckling
Antalet invånare i kommunen Moutiers-sous-Argenton
| Referens: INSEE |